# Liste der Flughäfen in Oman
Dies ist eine Liste aller Flughäfen in Oman.
| Stadt       | IATA-Code | ICAO-Code | Name des Flughafens   |
| ----------- | --------- | --------- | --------------------- |
| Maskat      | MCT       | OOMS      | Flughafen Maskat      |
| Salala      | SLL       | OOSA      | Flughafen Salala      |
| al-Chasab   | KHS       | OOKB      | Flughafen Chasab      |
| Suhar       | OHS       | OOSH      | Flughafen Suhar       |
| Duqm        | DQM       | OODQ      | Flughafen Duqm        |
| Ras al-Hadd | —         | —         | Flughafen Ras al-Hadd |
| Adam        | AOM       | OOAD      | Flughafen Adam        |
| Buraimi     | RMB       | OOBR      | Flughafen Buraimi     |
| Butabul     | —         | OOBB      | Flughafen Butabul     |
| Dibba       | BYB       | —         | Flughafen Dibba       |
| Fahud       | FAU       | OOFD      | Flughafen Fahud       |
| Nizwa       | —         | OOFQ/OONZ | Flughafen Nizwa       |
| Haima       | —         | OOHA      | Flughafen Haima       |
| Ibra        | —         | OOIA      | Flughafen Ibra        |
| Ibri        | —         | OOII      | Flughafen Ibri        |
| Izki        | —         | OOIZ      | Flughafen Izki        |
| Lekhwair    | LKW       | OOLK      | Flughafen Lekhwair    |
| Manston     | —         | OO42      | Flughafen Manston     |
| Marmul      | OMM       | OOMX      | Flughafen Marmul      |
| Masirah     | MSH       | OOMA      | RAFO Masirah          |
| Mussanah    | MNH       | OORQ      | Flughafen Mussanah    |
| Mukhaizna   | UKH       | OOMK      | Flughafen Mukhaizna   |
| Qarn-Alam   | RNM       | OOGB      | Flughafen Qarn-Alam   |
| Thumrait    | TTH       | OOTH      | RAFO Thumrait         |
| Saiq        | —         | OOSQ      | Flughafen Saiq        |
| Sur         | SUH       | OOSR      | Flughafen Sur         |
| Yibal       | —         | OOYB      | Flughafen Yibal       |

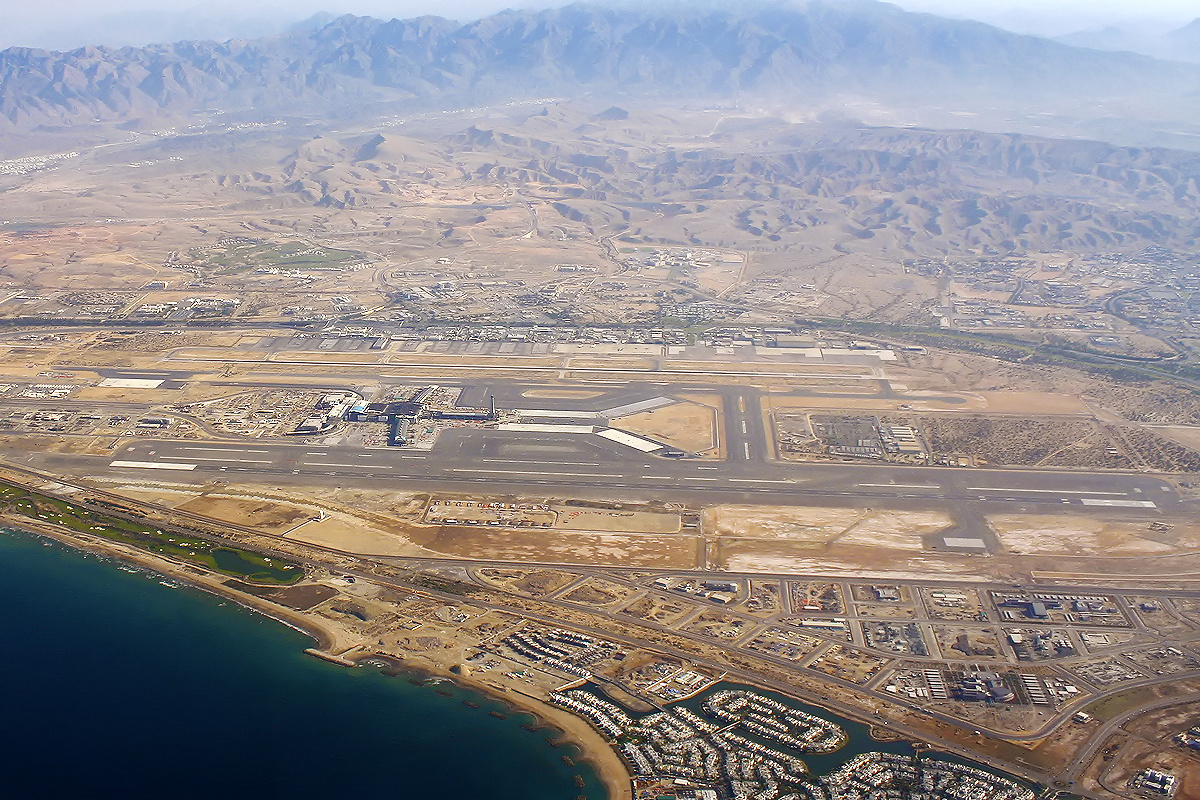
Flughafen Maskat von oben
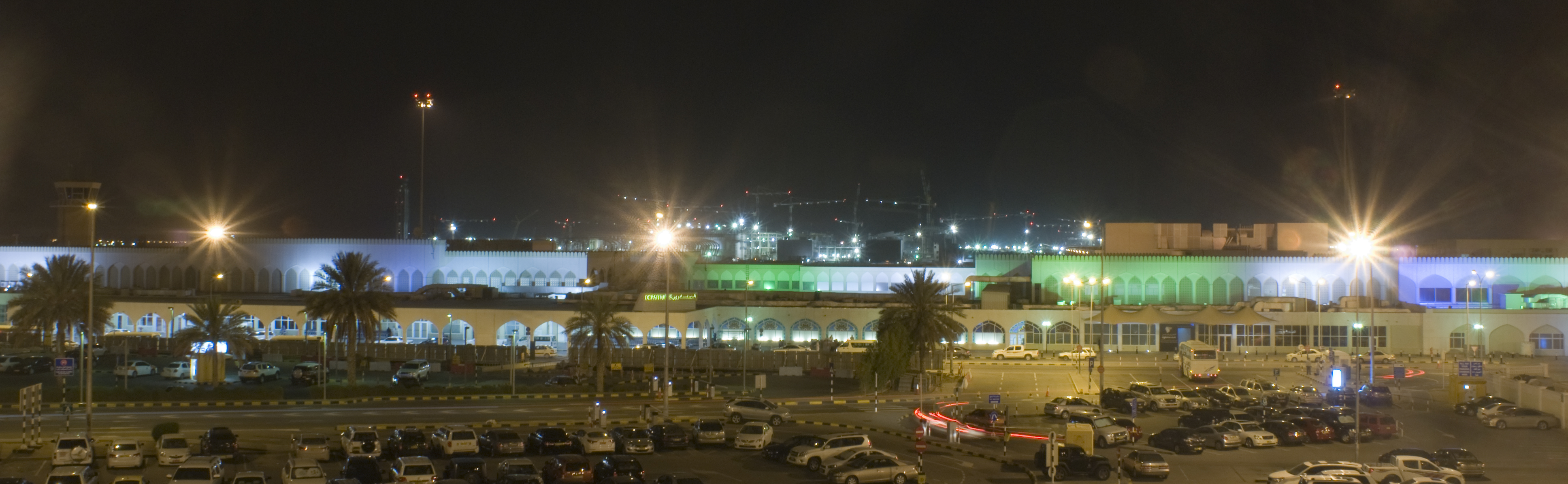
Flughafen Maskat bei Nacht, im Hintergrund die Baustelle des neuen Airports
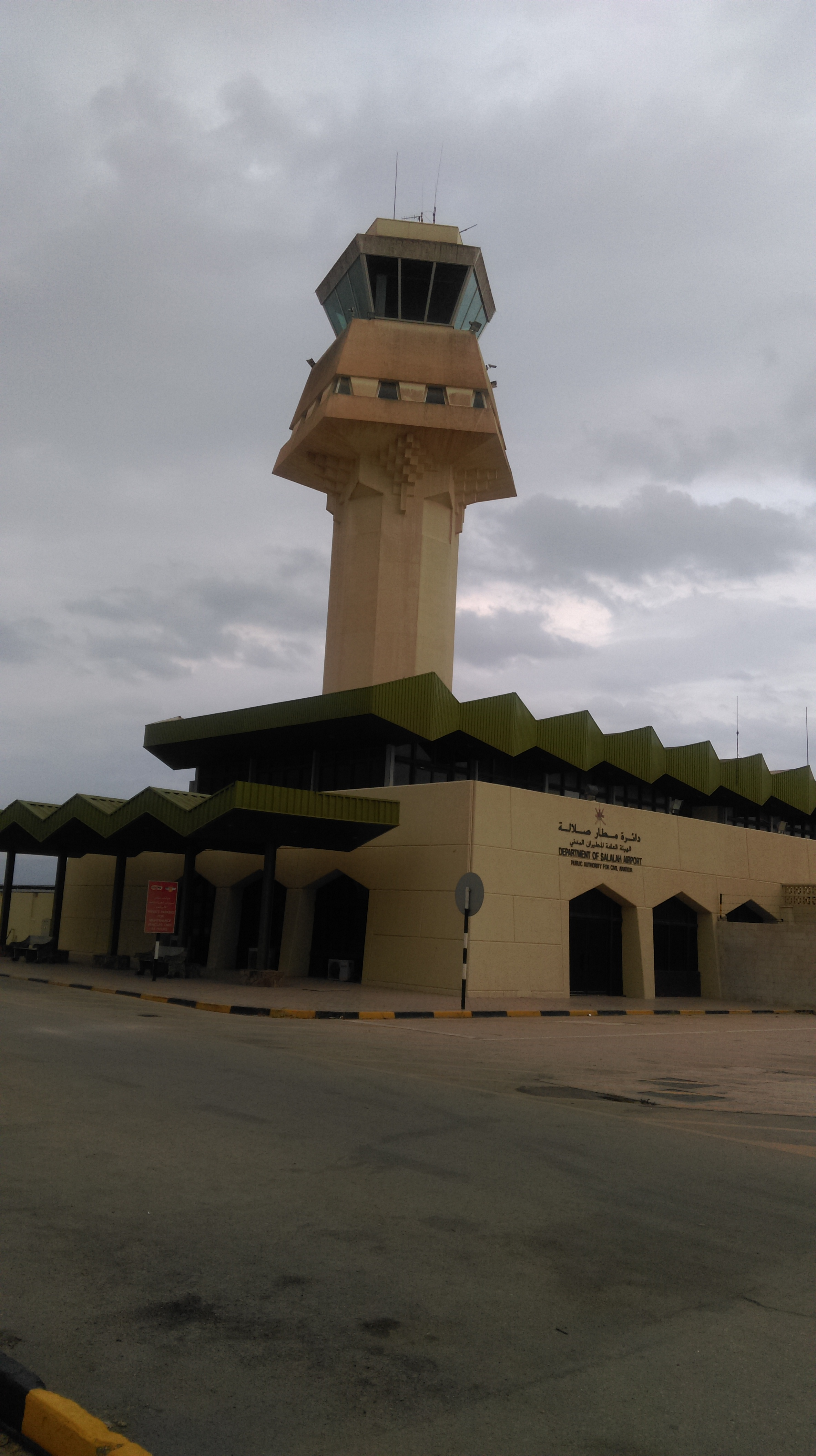
Flughafen Salala
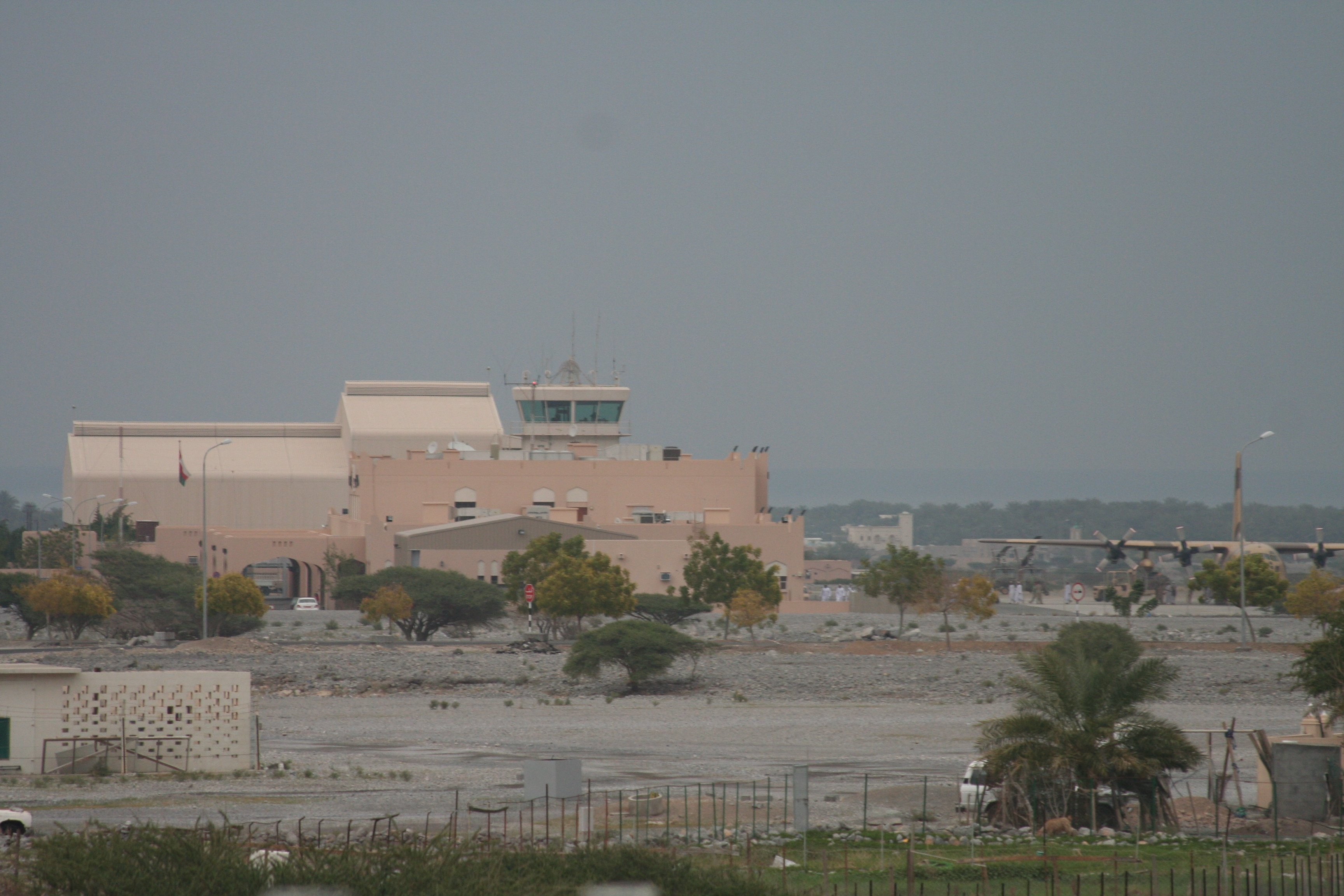
Flughafen al-Chasab